# La Cisternazza

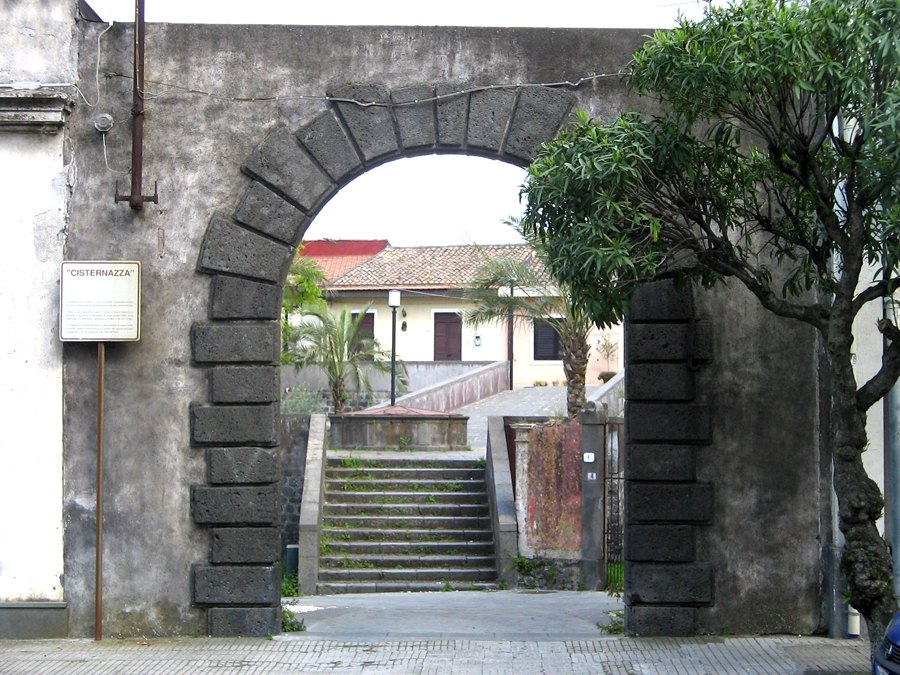
Il complesso monumentale de La Cisternazza.

La Cisternazza ('A Cistirnazza in siciliano) è uno storico complesso monumentale del comune di Zafferana Etnea, situato nei pressi della chiesa di san Giuseppe nella frazione Pisano Etneo.
Edificata la chiesa di san Giuseppe e i locali residenziali attigui, il vescovo di Catania, Andrea Riggio, fece costruire intorno alla fine del XVII secolo, lateralmente all'edificio sacro, una monumentale cisterna, che per la sua poderosa mole venne ben presto denominata dagli abitanti locali "La Cisternazza".
Essa rappresenta la più antica costruzione mai rimaneggiata o riedificata esistente sul territorio comunale di Zafferana Etnea.
Il complesso monumentale è costituito da una cisterna, da un cortile rialzato, da un giardino e da un portale.
La grande cisterna, costruita in calcestruzzo, è profonda una decina di metri e ha un'apertura in pietra lavica dall'originale forma ottagonale, di diametro 3,20 metri. La bocca della cisterna è situata su un cortiletto rialzato, dal quale si accede per mezzo di una scalinata in pietra lavica e corredato tutt'intorno da sedili, anch'essi in basalto. Da questo stesso cortile si accedeva alla residenza del vescovo Riggio, totalmente rimaneggiata e trasformata in normali abitazioni. L'acqua perveniva (e in parte perviene) alla cisterna attraverso una fitta rete di grondaie poste lungo i tetti della chiesa e degli edifici vicini.
L'acqua della Cisternazza riusciva a soddisfare le necessità dell'abitato di Pisano, ma anche dei borghi limitrofi di Bongiardo e di Fleri. Durante i periodi di siccità, frequenti nella stagione estiva, l'antica Strada Regia lungo cui si trovava la cisterna era un via vai di gente che si approvvigionava d'acqua.

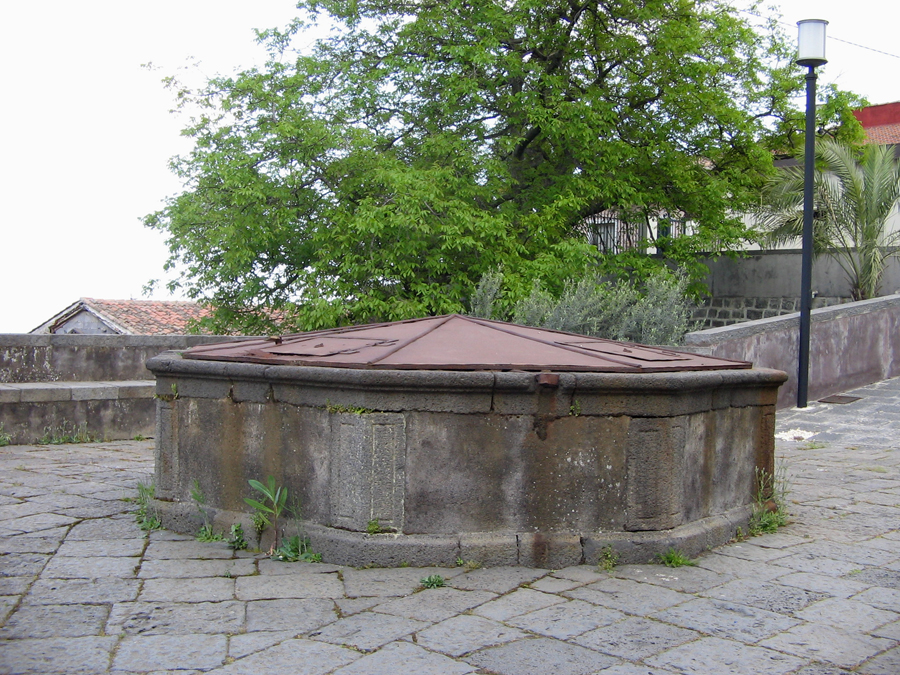
La Cisternazza.

Attorno al cortile rialzato della cisterna si trova invece un giardino con piante e fiori, sede negli ultimi anni di spettacoli musicali all'aperto.
Il complesso in origine era stato costruito con le sembianze di un piccolo fortino, tanto che vi si accedeva attraverso un monumentale portale di bugne laviche, alto 3,57 metri e largo 2,70 metri. Questo portale era un tempo chiuso da un enorme portone di legno. Ad avvalorare la tesi dell'intento dei Riggio di attribuire al luogo una funzione anche difensiva, è la presenza, fino al terremoto dell'agosto 1894, di una torre campanaria con le caratteristiche di una costruzione fortificata, di mole poderosa e provvista di feritoie e merlature.
Dal testamento del vescovo Riggio si apprende che egli aveva stabilito di rifornire d'acqua i pellegrini e i viandanti che si trovassero di passaggio sulla Strada Regia, nella misura di un secchio a testa, in cambio solo di una preghiera.
Il monumento è sotto la tutela del Comune di Zafferana Etnea, che ne ha curato il restauro e il ripristino del giardinetto.